# 尾崎魔弓
尾崎 魔弓（おざき まゆみ、1968年10月28日 - ）は、日本の女性プロレスラー。株式会社オザキック代表取締役社長。
本名：尾崎 まゆみ、埼玉県川口市出身、神奈川県横浜市緑区在住。身長158cm、体重53kg。血液型A型。

## 来歴
出身は北海道だが育ちは埼玉県。全日本女子プロレス入りを目指し、全女が運営するジムで練習生としてトレーニングを積み、全女のオーディションも受けたが不合格。1986年、17歳の時に旗揚げされたジャパン女子プロレスのオーディションを受け、合格して入団に至る。この頃同じく全女のジムに練習生として通っていた仲間には年齢は1つ後輩となる井上貴子がおり、尾崎がジャパン女子のオーディションを受ける際には井上を「一緒に受けない?」と誘ったが、全女にこだわった井上はその誘いを断った（尾崎のプロデビューから2年遅れで井上は全女でデビューを果たす）。
デビュー戦は、ジャパン女子プロレスの旗揚げ興行である1986年8月17日後楽園ホール大会にて、剣舞子&レイナ・ガレゴス vs 尾崎魔弓&エステル・モレノ。デビュー当初から悪役レスラーユニット「GUREN隊」の一員として活躍する。ヒールとしてはダンプ松本のような凶器攻撃はせず、極悪同盟のようにメイクもしない新しいヒール像を作りたいと考え、髪を掴んで投げを打つなどのムーブを取り入れた特に、風間ルミとの抗争では、風間がグラビアを飾った雑誌を投げつけ、「お前それでもレスラーかよ!」と叫んだ（風間はそれに対し「うるせーな! 仕事だろ!」と言い返した）。
1987年10月24日、風間ルミを破りジャパン女子版のJWP認定ジュニア王座を奪取。本人はプロレス界入りした当初、20歳でプロレスを辞めて結婚し、23歳ぐらいで子供を出産と考えていたが、実際に20歳になったころにはプロレスが楽しくなったため、ジャパン女子プロレスが給料未払いを起こしたり解散を噂されたりした中で現役を続投。1992年にジャパン女子プロレスが解体後はJWP女子プロレスに所属した。JWP時代にはWWWA世界タッグ王座、JWP認定タッグ王座などのタイトルを獲得し、同期かつ同郷のキューティー鈴木らと、名実共にJWPのトップレスラーとしての地位を確たるものとした。JWPに所属してからは団体を支えるために責任感が芽生え、全女と比較してJWPを侮る人間を見返したいと思っていたが、その気持ちが報われる形となったWWWA世界タッグ王座のタイトルを獲得して以降は、これまで自身とタッグパートナーであるダイナマイト・関西、そしてJWPを馬鹿にしていたファンやマスコミが手のひらを返して一目置くようになった。その後1996年に「OZアカデミー」をカルロス天野、シュガー佐藤らで結成。1997年にフリーとなり、主としてGAEA JAPANを中心に試合に出場してきた。
1997年8月15日、タッグマッチで対戦したプラム麻里子にライガーボムでピンフォール勝ちしたが、直後にプラムが意識不明の重体となり、翌日に死去した。ジャパン女子時代からの同期かつ親友の死に精神的ショックもかなり大きかったという。2006年のOZアカデミー団体化後初めて迎えた2007年8月の後楽園ホール大会以降、プラムを忘れない様にとの主旨でプラムの名を冠した大会名「プラムの花咲くOZの国」を、プラムの命日前後に毎年開催している。
2006年、渡米しIWAミッドサウスのクイーン・オブ・ザ・デスマッチという大会に参戦し、坂井澄江やセクシー・エディーを相手に有刺鉄線やガラスを用いたデスマッチを勝ち抜き、遂には決勝へと進出。その決勝戦でミッキー・ナックルズを相手にノーロープ有刺鉄線蛍光灯観客凶器持ち込みデスマッチを行うも、これに敗れたことから惜しくも王座にまでは至らなかった。
2007年4月1日、数年来ヒールマネージャーとして組んでいたポリスとOZ新宿FACE大会で決別。ポリスの代わりに西尾美香が2007年5月20日にマネージャー宣言。その後ポリスとも和解しマネージャーに復帰。
2008年、KAORU、井上貴子、豊田魔波らと極悪非道のユニット「尾崎軍」を結成。OZアカデミー内部での抗争へと発展する。現在は正危軍として活動。
2014年、現役でプロレスラー活動を継続しつつ保育士の資格取得を目指していることを表明。2018年に保育士の資格を取得している。
9月8日、ミステリー小説「リングから見えた殺意――女子プロレスラー・鬼剣魔矢の推理」を上梓。堺屋太一が推薦文を寄せている。
9月15日、アイスリボンに初参戦。西尾美香がセコンドにつき松本都とシングルで対戦。試合後松本を強引に正危軍に加入させる。
2015年5月、かねてから痛めていたひざの手術をする。この欠場は20年ぶりだった。
8月16日、プラムの命日に当たるこの日に行われた古巣JWP後楽園大会にて、上記の試合でプラムのパートナーだったコマンド・ボリショイが持つJWP認定無差別級王座に挑戦し、所属時代含め自身初の同王座奪取に成功した。
2022年4月15日『後楽園ホール60周年還暦祭』では雪妃魔矢、スターライト・キッドと組み、メインイベント6人タッグマッチに出場。
2023年、『R45〜ババアをなめるなよ！』と銘打った45歳以上の選手限定による興行を企画し2月12日に新宿フェイスにて開催。その盛り上がりを受け4月23日にはジャガー横田とタッグを組みOZアカデミー認定タッグ王座を獲得すると、8月に最高齢王者ペアとしてギネス世界記録に認定された。
8月7日、Marvelous後楽園ホール大会にて桃野美桜を破り、第18代AAAWシングル王座に戴冠。同王座のベルトを巻くのは、実に22年ぶり。

## 所属
- ジャパン女子プロレス（1986年 - 1992年）
- JWP女子プロレス（1992年 - 1997年）
- フリーランス（1997年 - 2006年）
- OZアカデミー女子プロレス（団体化以降、2006年 - ）

## ユニット
- GUREN隊（1986年 - 1992年）
- チーム・ノストラダムス（1999年 - 2000年）→卑弥呼
- 卑弥呼（2000年 - 2002年）
- D-FIX（2001年 - ）
- OZアカデミー（ユニット時代、1996年 - 2006年）

## 人物
正統派のプロレスを得意としているが、「愛され憎まれるヒール」を自ら任じており「悪玉」を名乗っている。「敗者髪切りデスマッチ」にて敗戦し2度も坊主頭になったことがある。
ラフな試合も得意とし、赤と銀のツートンカラーのチェーンを使用したり、赤と黒の長い棒（通称「ゲバ棒」）を使用したりする。女子レスラーで初めて蛍光灯デスマッチに挑戦したのも尾崎である。通常は赤い華美なコスチュームを使用するが、ハードコアな試合の際はTシャツにカーゴパンツといったアーミースタイルで試合を行う。
小説家としても活動しており、女子プロレス界における稀有な存在である。
上記の通り2018年に保育士の資格を取得しており、現在は横浜市内に保育園の開園を目指している。
2020年7月、TBSバラエティ番組「夜な夜なラブ子さん」に出演した際に、交際相手が正危軍マネージャー・ポリスと公表した。その後も不定期に出演していたが、破局したことを公表し、番組を卒業した（レギュラー陣以外の出演者は恋人を公表した者のみ出演できるため）。その後再び同番組に出演し、格闘家・砂辺光久（ミッチー）と交際したことを発表。馴れ初めは同番組がきっかけである。

## 得意技
パワーファイトからラフファイト、テクニック主体の正統派レスリングまでこなす。若手時代から飛び技にも定評があり、対戦相手や試合展開に応じた多彩なプロレスを展開する。
テキーラ・サンライズ
相手の左手首を後ろで掴み、相手の右腕を上に伸ばして手首を掴み、スープレックスの姿勢で後ろに投げフォールを奪う技。
命名は本人によると同名のカクテルから。「後で効いてくる」のが理由。実際、フィニッシュではなく痛め技として使うこともある。
ウィッチクラフト
相手の背後から仕掛ける変形ノーザンライトボム。リバースDDTの体勢から足を取って担ぎ上げ、頭部からマットに落とす。垂直落下式サイドバスターと表現されることもあるが、尾崎本人が「北斗晶に対抗するため、ノーザンライトボムを元に開発した技」と明言している。
シャイニング・ヤクザキック（別称・オザキック）
シャイニング・ウィザードの要領で片膝を付いた姿勢の相手の膝の上に足をかけ、足の裏を見せるようにして相手の顔面を蹴飛ばす技。
裏拳
相手の前で一回転してその遠心力を利用し、手の甲を顔面に叩きつける打撃技。
ラウンディングボディプレス
コーナーポストにのぼり、マットに背を向けた状態から1/4〜半ひねりを加えた宙返りで相手にボディ・プレスを浴びせ、そのままフォールに入る技。
毒霧
凶器攻撃
トレードマークであるツートーンカラーのチェーンや蛍光灯、机、パイプイスなど様々な凶器を使用する。

## 入場テーマ曲
- SEXY HANMAR（オリジナル）
- 最後の砦（オリジナル）
- ギャンブリング（SHOW-YA）
- RED,HOT AND HEAVY（プリティ・メイズ）
- Can't Catch Me（リタ・フォード）
- Miss Me Blind（カルチャー・クラブ）
- OZAKI'S WAITING（オリジナル）
- Believe（UNITED JAZZY）「D-FIX テーマ曲」
- Brontophobia（Cardiant） 現入場テーマ曲

## タイトル歴
- AAAWシングル王座
- OZアカデミー認定無差別級王座
- OZアカデミー認定タッグ王座
- OZアカデミー認定パイオニア3WAY王座
- JWP認定無差別級王座
- JWP認定タッグ王座
- 全日本プロレスTV認定6人タッグ王座

## メディア出演

### ラジオ
- 尾崎・ターザンのロボタッグ!!（1994年10月 - ?、文化放送） - パーソナリティー。ターザン山本と共演。日曜日深夜1時（後に深夜1時30分へ移動）放送。プロレスを中心とした番組

### テレビ
- GAORAプロレスKING（不定期で金曜深夜2時間）- 「OZアカデミー」の大会の中継録画で自ら解説
- おっぱいチェック体操（2018年10月 - （不定期放送中）、女性チャンネル♪LaLa TV・ムービープラス・チャンネル銀河） - 3チャンネル共同企画番組。乳がん啓発運動指導士の岡橋優子監修のもとセルフチェックを促す体操を紹介。共演はキューティー鈴木[15]
- クイズ!脳ベルSHOW（2019年4月1日、2日、5日）
- 中居大輔と本田翼と夜な夜なラブ子さん（2020年、不定期出演）

### 著書
- 悪役（ザ・ヒール）―私はハードに生きたいの（1990年10月、実業之日本社）ISBN 978-4408100913
- ヘル・キャッツ―ヒール（悪役）のテキスト（1991年11月、角川書店）ISBN 978-4048726771
- 悪玉―憎まれる生き方（2003年10月、出版文化社）ISBN 978-4883382903
- リングから見えた殺意 女子プロレスラー・鬼剣魔矢の推理（2014年9月8日、祥伝社）ISBN 978-4396615024

### 写真集
- 悪の華（1990年9月、TIS、撮影：奥舜）ISBN 978-4847021541
- 赤い糸（1992年9月、サン出版、撮影：清水清太郎、共演：キューティー鈴木）ISBN 978-4914967123
- ア・ラ・カルト（1995年7月、ぶんか社、撮影：高橋里彩）ISBN 978-4821120628

### VHS
- キューティー鈴木&尾崎魔弓（1993年、スコラ）
- Fascination（1995年9月、竹書房）ISBN 978-4812400012
- PureWILD（1995年11月、ベースボール・マガジン社）ISBN 978-4583032597

### 映画、ビデオ
- 空想科学任侠伝 極悪忍者ドス竜（1990年10月）
- 必殺!5 黄金の血（1991年11月）
- ザ・ヒールストリート（1991年12月）
- けっこう仮面3（1993年4月）
- エンジェル・ファイターズ（1995年3月16日、新東宝ビデオ）
- Fascination（1995年9月18日、竹書房）
- 時空戦士魅鬼（1996年12月18日、ハピネット）
- 特殊工作員養成所 拷問凌辱に耐え抜いて（2008年7月7日、アタッカーズ）
- COLD MOON（2008年10月7日、アタッカーズ）